# 郭正域
郭正域（1554年—1612年），字美命，號明龍，湖广武昌護衛官籍江夏縣人，明朝政治人物，東林黨人。

## 生平
萬曆十年（1582年）壬午科湖廣鄉試第十八名。萬曆十一年（1583年）會試第四十二名，登進士第二甲第二十七名。選庶吉士，丁憂歸。十四年任翰林院編修，丁憂。二十年復除原官，七月编纂六曹章奏，二十二年皇長子出阁，充讲读官，三月充國史纂修官，二十三年七月升右春坊右中允兼编修，二十五年七月升左谕德兼侍读，二十六年七月升右庶子，掌本坊印，本年八月升南京國子監祭酒。郭與沈鯉善，而瞧不起沈一貫，與一貫有過節。萬曆二十九年（1601年）九月升任詹事府詹事兼翰林院侍读学士，纂修玉牒，三十年正月充东宫讲读，為太子朱常洛講官。時值寒冬，太監不給太子生火取暖。朱常洛凍得渾身發抖，郭正域怒斥太監，太監們才給他生火。三十年十二月升任禮部侍郎，掌管翰林院印。萬曆三十一年（1603年）三月，禮部尚書馮琦病故，由郭正域代理尚书，署理部事。同年伪楚王案，主張判別實情，得罪沈一貫，郭正域只好在十月辭官回鄉。而後的“第二次妖書案”獄起，差點被沈一貫害死，在太子與東廠提督陳萬化的運作下，郭才得以倖免。郭正域博通載籍，勇於任事，有經濟大略，自守介然，故人望歸之。惜扼於權相，遂不復起，於萬曆四十年（1612年）五月二十四日病卒，享年五十九。

## 身后

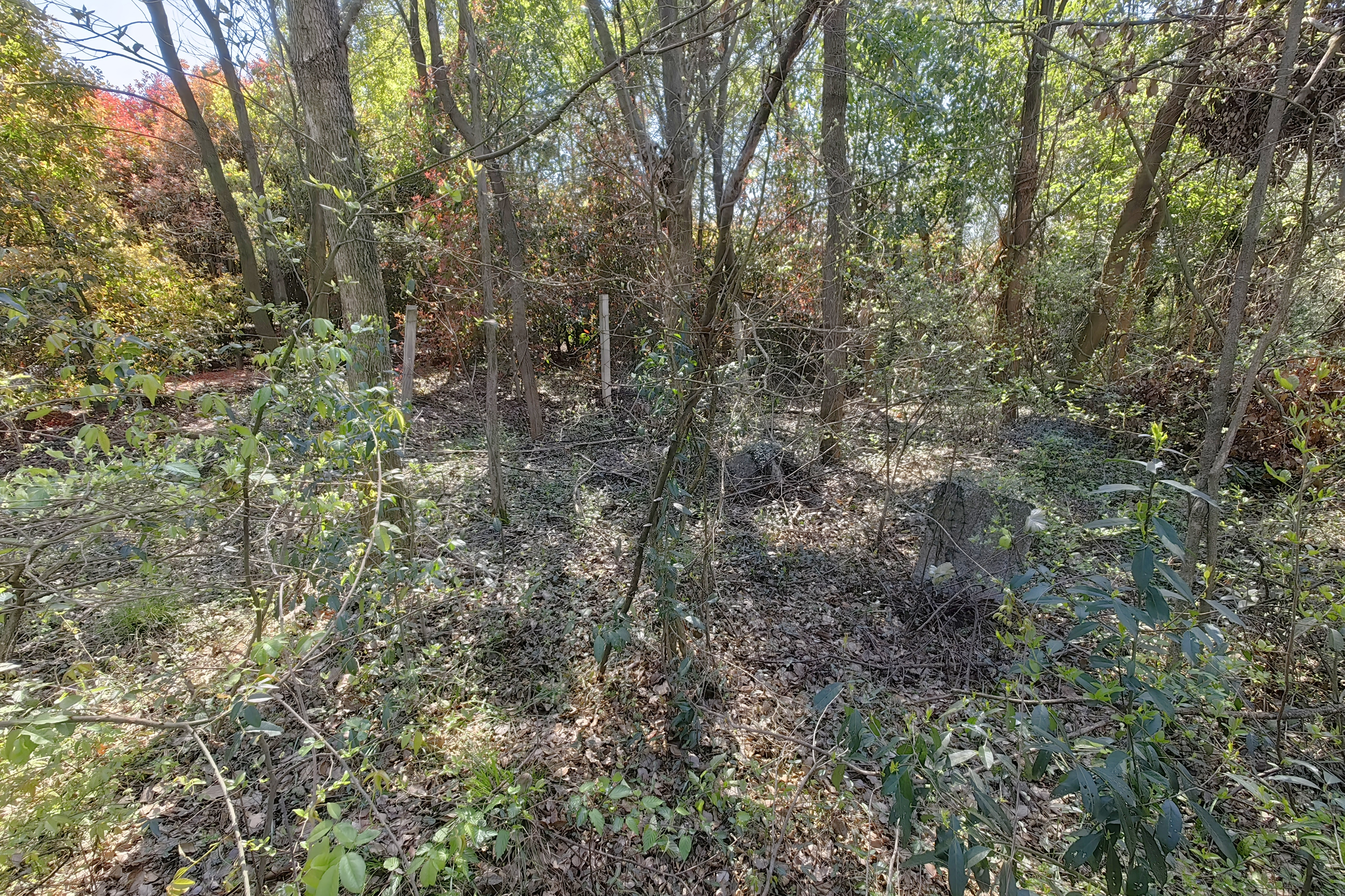
郭正域墓

後四年，贈禮部尚書。光宗遺詔，加恩舊學，贈太子少保，謚文毅，官其子中書舍人。

## 著作
著有《批點考工記》、《明典禮志》、《韓文杜律》等。

## 家族
曾祖父郭佑；祖父郭鏜；父親郭懋，曾任趙州知州。前母上氏；母王氏。具庆下。兄郭正位。
娶张氏，儒官张希周女，有子：文封、武封、昭封、宣封。文封聘礼部主事陈汝璧女，継娶舉人劉邦靖女。武封聘進士梅開先女。昭封聘御史熊廷弼女。宣封聘主事田大年女。

## 延伸阅读
[在维基数据编辑]
 《明史卷二百二十六》，出自《明史》
 在维基共享资源阅览影像